# Trichonta subfusca
Trichonta subfusca är en tvåvingeart som beskrevs av Lundstrom 1909. Trichonta subfusca ingår i släktet Trichonta och familjen svampmyggor. Arten är reproducerande i Sverige. Inga underarter finns listade i Catalogue of Life.